# Wojciech Sitek
Wojciech Józef Sitek (ur. 1945 w Częstochowie, zm. 3 maja 2008 we Wrocławiu) – socjolog, doktor habilitowany, profesor nadzwyczajny Uniwersytetu Wrocławskiego, założyciel i długoletni dyrektor Instytutu Socjologii na tym Uniwersytecie. Współpracował także z Instytutem Dziennikarstwa i Komunikacji Społecznej Dolnośląskiej Szkoły Wyższej we Wrocławiu oraz Wydziałem Aktorskim we Wrocławiu Państwowej Wyższej Szkoły Teatralnej im. L. Solskiego w Krakowie. Specjalizował się w dziedzinach metodologii nauk społecznych, socjologii kultury, wiedzy i nauki oraz socjologii ogólnej.
Na wrocławskim uniwersytecie w 1969 ukończył studia prawnicze, a w 1973 – filozoficzne. W 1977 na Uniwersytecie Poznańskim obronił doktorat „Wyjaśnianie w naukach społecznych” z metodologii badań socjologicznych, a w 1988 otrzymał habilitację w dziedzinie socjologii na podstawie rozprawy „Pozaprofesjonalny obraz nauki jako problem socjologii wiedzy” na Uniwersytecie Wrocławskim. Był członkiem powołanego po wprowadzeniu w Polsce stanu wojennego "Zespołu Partyjnych Socjologów przy KC PZPR".
Autor książek:
- Nauka, demokracja, autorytaryzm (1994)
- Czy można przewidzieć? Socjologiczno – metodologiczne doświadczenia polskich badań przedwyborczych (1995)
- Mniejszość w warunkach zagrożenia (1996)
- Wspólnota i zagrożenie. Wrocławianie wobec wielkiej powodzi (1997) ISBN 83-229-1667-1
- Między rynkiem a civil society (2007) ISBN 978-83-7383-251-0